# Lawrence da Arábia (filme)
Lawrence of Arabia (bra/prt: Lawrence da Arábia) é um filme épico britano-estadunidense de 1962, dos gêneros aventura e drama biográfico dirigido por David Lean, com roteiro de Robert Bolt e Michael Wilson baseado na obra autobiográfica Seven Pillars of Wisdom, escrita pelo militar britânico T. E. Lawrence. Foi produzido por Sam Spiegel através de seu estúdio Horizon Pictures e foi distribuído pela Columbia Pictures. O filme é estrelado por Peter O'Toole como Lawrence, com Alec Guinness no papel do Príncipe Faiçal; o elenco também conta com Jack Hawkins, Anthony Quinn, Omar Sharif, Anthony Quayle, Claude Rains e Arthur Kennedy.
O filme retrata as experiências de Lawrence nas províncias otomanas de Hejaz e da Grande Síria durante a Primeira Guerra Mundial, em particular seus ataques a Aqaba e Damasco, além de seu envolvimento no Conselho Nacional Árabe. Seus temas incluem as lutas emocionais de Lawrence com a violência inerente à guerra, sua identidade e sua lealdade dividida entre sua terra-natal Grã-Bretanha e seu exército, formado por combatentes dentro das tribos do deserto árabe.
Foi indicado a dez Óscars durante a 35ª cerimônia realizada no ano seguinte do seu lançamento, ganhando sete, incluindo Melhor Filme e Melhor Diretor. Também ganhou o Globo de Ouro de Melhor Filme Dramático e o BAFTA de Melhor Filme e Melhor Filme Britânico. A trilha sonora de Maurice Jarre e a cinematografia realizada através de Super Panavision 70 por Freddie Young (creditado no filme como F. A. Young) também foram elogiadas pela crítica.
Lawrence da Arábia é amplamente considerado um dos maiores filmes já produzidos. Em 1991, foi considerado "culturalmente, historicamente ou esteticamente significativo" pela Biblioteca do Congresso dos Estados Unidos, sendo selecionado para preservação no National Film Registry. Em 1998, o American Film Institute ranqueou o filme em quinto lugar em sua lista dos cem maiores filmes estadunidenses da história; em 2007, numa atualização da lista, o filme constou na sétima posição. Em 1999, o British Film Institute nomeou o filme como o terceiro maior filme britânico. Em 2004, foi eleito o melhor filme britânico na pesquisa do jornal The Sunday Telegraph realizada entre os principais cineastas britânicos.

## Enredo

### Primeira parte
O filme começa com T. E. Lawrence pilotando sua motocicleta ao longo de uma pequena estrada na Inglaterra. Ele sofre um acidente fatal ao desviar de dois ciclistas que vinham no sentido contrário da via. Uma missa em sua homenagem é realizada na Catedral de São Paulo, onde um repórter coleta informações sobre Lawrence para um jornal.
Anos antes, durante a Primeira Guerra Mundial, Lawrence é um tenente desajustado do Exército Britânico, notável por sua insolência e educação. Apesar das objeções do General Murray, o Sr. Dryden do Bureau Árabe envia-o para avaliar as perspectivas do Príncipe Faiçal na sua revolta contra os Turcos durante a campanha britânica na Arábia. Na viagem, seu guia beduíno Tafas é morto por Sherif Ali ibn el Kharish por beber de seu poço sem permissão. Lawrence mais tarde conhece o Coronel Brighton, que ordena que ele fique quieto, faça sua avaliação e vá embora. Lawrence ignora as ordens de Brighton quando conhece Faiçal; sua franqueza desperta o interesse do príncipe.
Brighton aconselha Faiçal a recuar após uma grande derrota, mas Lawrence concebe um ataque surpresa a Aqaba, cuja captura forneceria um porto de onde os britânicos poderiam descarregar suprimentos necessários para a guerra. Para fazer isso, Lawrence convence Faiçal a fornecer cinquenta homens, liderados pelo pessimista xerife Ali. Os adolescentes órfãos Daud e Farraj ligam-se a Lawrence como servos. Com dificuldades, atravessam o Deserto de Nefude e viajam sem descanso na última etapa para chegar até um local com água. Um árabe chamado Gasim sucumbe ao cansaço e cai do camelo sem ser notado durante a noite; quando Lawrence descobre o desaparecimento de Gasim, ele retorna pelo caminho para resgata-lo. A atitude de Lawrence cativa seus homens a ponto dele receber uma kandura de presente.
Ao chegar até a tribo local Howeitat, Lawrence convence seu líder Auda ibu Tayi a se voltar contra os turcos. Os planos de Lawrence quase dão errado quando um dos homens de Ali mata um dos homens de Auda por causa de uma rixa de sangue. Como uma retaliação dos Howeitat destruiria a aliança entre as tribos, Lawrence anuncia que executará ele mesmo o assassino. Lawrence fica surpreso ao descobrir que o culpado é Gasim, mas atira nele mesmo assim.
Na manhã seguinte, os árabes invadem a guarnição turca de Aqaba. Após conquistar a cidade, Lawrence segue para o Cairo com Daud e Farraj para informar Dryden e o novo comandante, o General Allenby, de sua vitória. Ao cruzar o deserto do Sinai, Daud morre após tropeçar em um trecho de areia movediça. No Cairo, embora o relatório de Lawrence sobre a captura de Aqaba seja inicialmente desacreditado, ele é promovido a major e recebe armas e dinheiro para os árabes. Lawrence pergunta a Allenby se há alguma prova para as suspeitas dos árabes de que os britânicos têm planos para a Arábia, a qual Allenby responde que o governo britânico não tem tais projetos.

### Segunda parte
Lawrence lança uma guerra de guerrilha ao explodir a Linha ferroviária do Hejaz, entre Damasco e Medina para assediar os turcos. Um correspondente de guerra estadunidense, Jackson Bentley, divulga as façanhas de Lawrence e o torna famoso. Em um ataque, Farraj fica gravemente ferido; não querendo deixar Farraj para ser torturado pelos inimigos, Lawrence dá-lhe um tiro de misericórdia em sua cabeça antes de fugir.
Quando Lawrence explora a cidade de Daraa, controlada pelo inimigo, com Ali, ele é levado junto com vários residentes árabes para o Bei turco. Lawrence é despido, assediado e cutucado. Por atacar o Bei, Lawrence é açoitado e jogado na rua, onde Ali o resgata. A experiência deixa Lawrence abalado. Ele retorna à sede britânica no Cairo, mas não consegue se readaptar.
Em Jerusalém, o General Allenby exorta-o a apoiar o “grande empurrão” sobre Damasco; Lawrence retorna relutantemente. Ele recruta um exército motivado mais pelo dinheiro do que pela causa árabe. Os homens de Lawrence avistam uma coluna de soldados turcos em retirada que acabaram de massacrar os residentes de Tafas. Um dos homens de Lawrence, que é de Tafas, exige uma vingança sangrenta; quando Lawrence hesita, o homem ataca sozinho e é morto pelos turcos. Ao ver a cena, Lawrence decide liberar o ataque pelos árabes; o resultado é uma matança da qual Lawrence participa, apesar dos protestos de Ali.
Após a batalha, os árabes de Lawrence avançam em seu caminho e tomam Damasco à frente das forças de Allenby. Eles criam um conselho para administrar a cidade, mas os britânicos cortam o acesso aos serviços públicos básicos como água, energia e telefone, deixando as tribos do deserto debatendo como manter a ocupação. Apesar dos esforços de Lawrence, os líderes árabes discutem constantemente e logo abandonam a maior parte da cidade aos britânicos.
Lawrence é promovido a coronel e mandado de volta à Grã-Bretanha, pois sua utilidade para Faiçal e para os britânicos está chegando ao fim. Ao sair da cidade, ele olha com saudade para os árabes que partem antes que seu carro seja ultrapassado por um motociclista, que deixa um rastro de poeira.

## Elenco
- Peter O'Toole como T. E. Lawrence ou Lawrence da Arábia
- Alec Guinness como Príncipe Faiçal.
- Anthony Quinn como Auda Abu Tayi.
- Jack Hawkins como General Edmund Allenby.
- Omar Sharif como Xerife Ali ibn el Kharish.
- José Ferrer como o Bey Turco.
- Anthony Quayle como Coronel Harry Brighton.
- Claude Rains como Sr. Dryden.
- Arthur Kennedy como Jackson Bentley.
- Donald Wolfit como General Archibald Murray.
- Johar como Gasim.
- Gamil Ratib como Majid.
- Michel Ray como Farraj.
- John Dimech como Daud
- Zia Mohyeddin como Tafas.
- Howard Marion-Crawford como médico.
- Jack Gwillim como secretário do clube.
- Hugh Miller como coronel RAMC .
- Peter Burton como um xeque de Damasco (sem créditos)
- Kenneth Fortescue como assessor de Allenby (sem créditos)
- Harry Fowler como Cabo William Potter (sem créditos)
- Jack Hedley como repórter (sem créditos)
- Ian MacNaughton como Cabo Michael George Hartley, companheiro de Lawrence na primeira cena de O'Toole (sem créditos)
- Henry Oscar como Silliam, servo de Faisal (sem créditos)
- Norman Rossington como Cabo Jenkins (sem créditos)
- John Ruddock como Élder Harith (sem créditos)
- Fernando Sancho como sargento turco (sem créditos)
- Stuart Saunders como sargento-mor do regimento (sem créditos)
- Bryan Pringle como o motorista do carro que leva Lawrence embora no final do filme (sem créditos)

A equipe do filme era composta por mais de 200 pessoas. Incluindo elenco e figurantes, mais de 1 000 pessoas trabalharam no filme. Parte da equipe do filme retrataram personagens secundários. O primeiro assistente de direção, Roy Stevens, interpretou o motorista de caminhão que transporta Lawrence e Farraj para a sede do Cairo no final do Ato I; o sargento que para Lawrence e Farraj ("Onde você pensa que vai, Mustapha?") é o assistente de construção Fred Bennett e o roteirista Robert Bolt tem uma participação especial sem palavras como um dos policiais assistindo Allenby e Lawrence conferenciarem no pátio (ele está fumando um cachimbo).

## Produção

### Pré-produção
Vários projetos de filmes anteriores sobre Thomas Edward Lawrence foram planejados, mas não foram realizados. Na década de 1940, Alexander Korda estava interessado em adaptar The Seven Pillars of Wisdom para o cinema com Laurence Olivier, Leslie Howard ou Robert Donat cogitados para o papel de Lawrence, mas teve que desistir devido a dificuldades financeiras. David Lean já havia sido abordado para dirigir uma adaptação do livro em 1952 que seria realizada pelo estúdio britânico de cinema Rank Organization, mas o projeto fracassou. Ao mesmo tempo que a pré-produção do filme, o dramaturgo Terence Rattigan estava desenvolvendo sua peça Ross, que se centrava principalmente na alegada homossexualidade de Lawrence. Ross começou como um roteiro cinematográfico, mas foi reescrito para o teatro quando o projeto do filme fracassou. Sam Spiegel ficou furioso e tentou suprimir a peça, o que ajudou a ganhar publicidade para o filme. Até aquela altura, o ator Dirk Bogarde havia aceitado o papel principal em Ross; ele descreveu o cancelamento do projeto como "minha maior decepção". Posteriormente, Alec Guinness desempenhou o papel no palco.
Lean e Sam Spiegel trabalharam juntos em A Ponte do Rio Kwai e decidiram se unir novamente. Por um tempo, Lean se interessou por uma cinebiografia de Gandhi, com Alec Guinness no papel-título e Emeric Pressburger escrevendo o roteiro. Ele acabou perdendo o interesse no projeto, apesar do extenso trabalho de pré-produção, incluindo pesquisa de locações na Índia e um encontro com Jawaharlal Nehru. Lean então voltou sua atenção para o livro de T. E. Lawrence. A Columbia Pictures também tinha interesse em um projeto cinematográfico sobre Lawrence e o projeto começou quando Spiegel adquiriu os direitos de The Seven Pillars of Wisdom por 22 500 libras esterlinas.
Michael Wilson escreveu o rascunho original do roteiro. Lean estava insatisfeito com o trabalho de Wilson, principalmente porque seu tratamento se concentrava nos aspectos históricos e políticos da Revolta Árabe. Lean contratou Robert Bolt para reescrever o roteiro e torná-lo um estudo do personagem de Lawrence. Muitos dos personagens e cenas são invenção de Wilson, mas praticamente todos os diálogos do filme final foram escritos por Bolt.
Lean supostamente assistiu ao filme de John Ford, The Searchers, de 1956, para ajudá-lo a desenvolver ideias sobre como filmar o filme. Várias cenas lembram diretamente o filme de Ford, principalmente a entrada de Ali no poço e a composição de muitas das cenas do deserto e a dramática saída de Uádi de Rum. O biógrafo contratado por Lean, Kevin Brownlow, notou uma semelhança física entre Uádi de Rum e o Monument Valley, utilizado por Ford em seu filme.
Em uma entrevista ao jornal The Washington Post em 1989, Lean disse que Lawrence e Ali foram escritos como tendo um relacionamento gay. Quando questionado sobre se o filme era "amplamente homoerótico", Lean respondeu:

Sim. Claro que é. Por todo. Nunca me esquecerei de estar uma vez lá no deserto, com alguns desses árabes durões, alguns dos mais durões que já tivemos, e de repente pensei: "Ele está olhando para mim!" E ele estava! Portanto, isso permeia toda a história, e certamente Lawrence era muito, se não totalmente, homossexual. Achávamos que estávamos sendo muito ousados na época: Lawrence e Omar, Lawrence e os meninos árabes.
Lean também comparou o "romance" de Ali e Lawrence no filme ao relacionamento dos dois personagens principais em seu filme de 1945, Brief Encounter.

### Filmagens
O filme foi feito pela Horizon Pictures e distribuído pela Columbia Pictures. A fotografia principal começou em 15 de maio de 1961 e terminou em 21 de setembro de 1962. As cenas do deserto foram filmadas na Jordânia e no Marrocos, além de locações na província de Almeria e no Parque Nacional de Doñana, na Espanha. Originalmente, seria filmado inteiramente na Jordânia; o governo do rei jordano Hussein foi extremamente útil no fornecimento de assistência logística, reconhecimento de localização, transporte e figurantes. Hussein visitou o set diversas vezes durante a produção e manteve relações cordiais com o elenco e a equipe técnica. A única tensão ocorreu quando as autoridades jordanianas souberam que o ator inglês Henry Oscar não falava árabe, mas seria filmado recitando o Alcorão. A permissão para a realização da cena foi concedida apenas com a condição de que um fluente em árabe estivesse presente para garantir que não houvesse citações erradas.

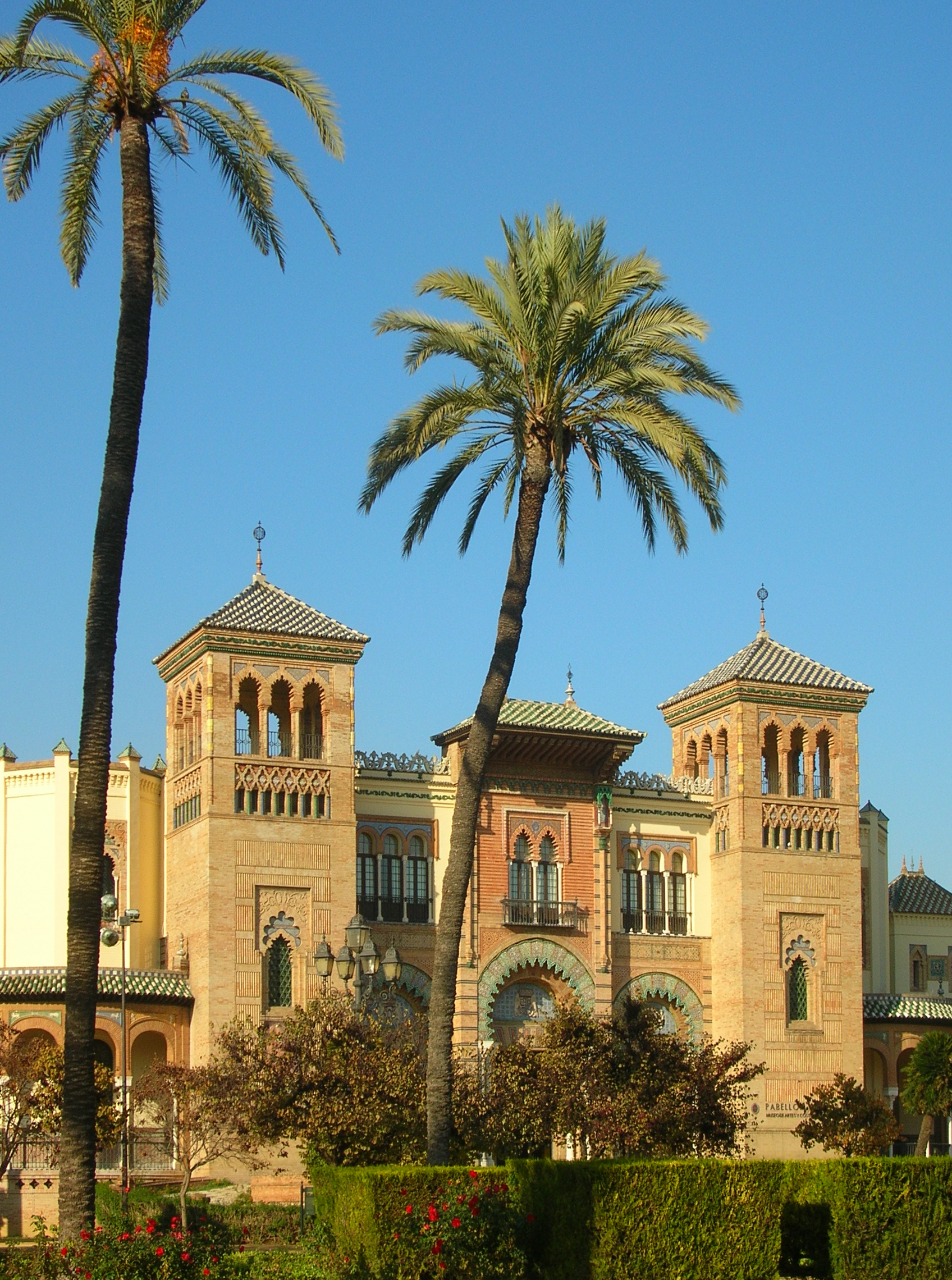
O pavilhão mudéjar do Parque de María Luisa em Sevilha, Espanha, serviu de locação para as cenas de Damasco no filme.

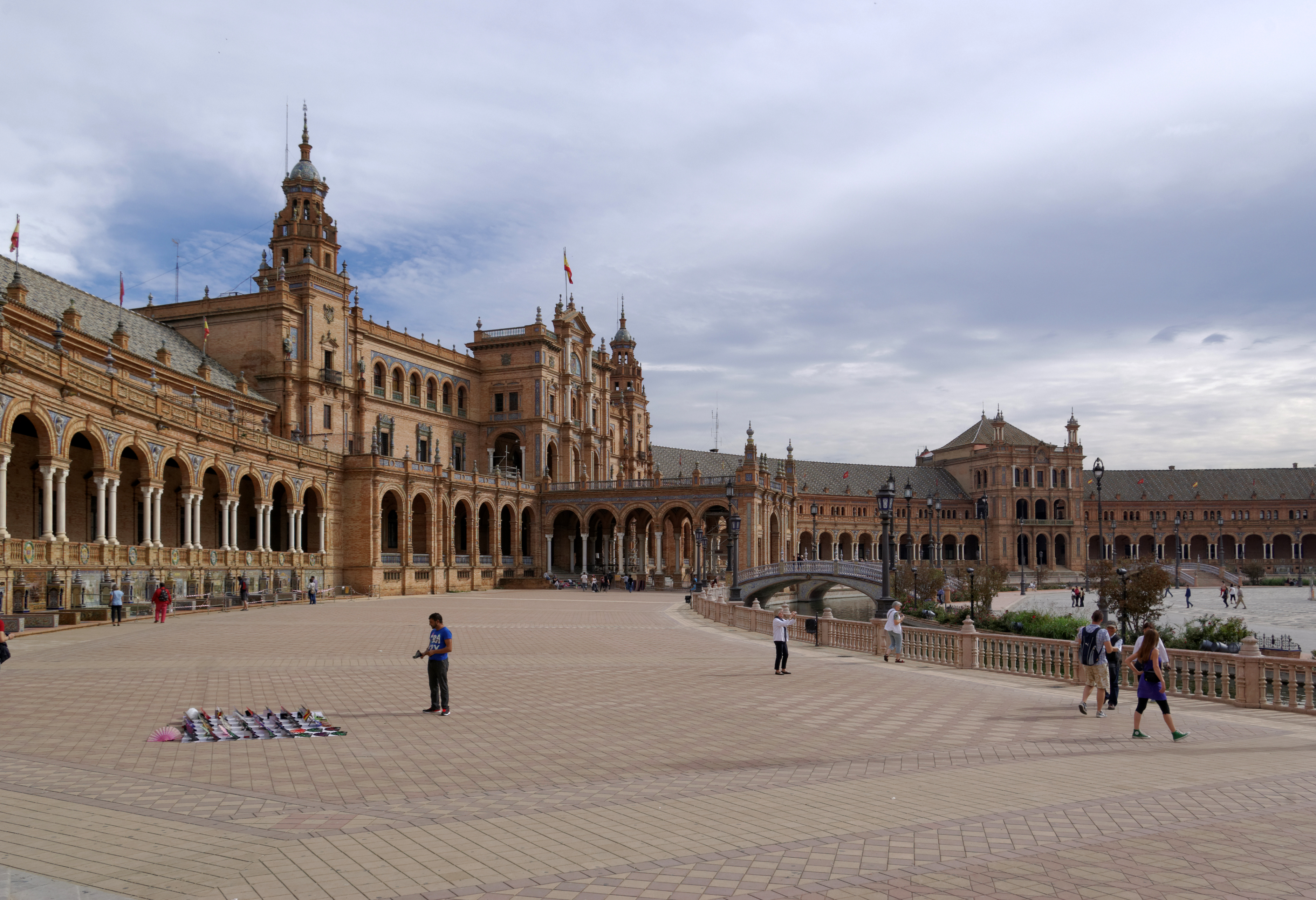
A Plaza de España, também em Sevilha, apareceu como o Quartel-General da Força Expedicionária Egípcia da Grã-Bretanha no Cairo, que incluía o clube de oficiais.

Lean planejou filmar em Aqaba e no sítio arqueológico de Petra, que Lawrence gostava como local de estudo. A produção teve que ser transferida para a Espanha devido aos custos e surtos de doenças entre o elenco e a equipe técnica antes que essas cenas pudessem ser filmadas. O ataque a Aqaba foi reconstruído no leito de um rio seco em Playa del Algarrobico, sul da Espanha; consistia em mais de 300 edifícios e foi meticulosamente baseado na aparência da cidade em 1917. A execução de Gasim, os ataques aos trens e os exteriores de Deraa foram filmados na região de Almeria, com algumas das filmagens atrasadas devido a uma enchente. As montanhas de Sierra Nevada serviram como Azrak, o quartel de inverno de Lawrence. A cidade de Sevilha foi utilizada para representar o Cairo, Jerusalém e Damasco, com o aparecimento da Casa de Pilatos, do Real Alcázar de Sevilha e da Plaza de España. Todos os interiores foram filmados na Espanha, incluindo o primeiro encontro de Lawrence com Faiçal e a cena na tenda de Auda. O massacre de Tafas foi filmado em Uarzazate, Marrocos, com soldados marroquinos interpretando o exército turco; Lean não conseguiu filmar tanto quanto queria porque os soldados não cooperaram e ficaram impacientes.
A produção do filme foi frequentemente adiada porque as filmagens começaram sem um roteiro finalizado. Wilson desistiu dos trabalhos no início da produção e a dramaturga Beverley Cross trabalhou no roteiro nesse ínterim, antes de Bolt assumir, embora nenhum material de Cross tenha chegado ao filme. Quando Bolt foi preso por participar numa demonstração de armas antinucleares, Spiegel teve de persuadi-lo a assinar um termo de bom comportamento para ser libertado da prisão e continuar a trabalhar no filme.
O ator Peter O'Toole não estava acostumado a andar de camelo e achou a sela desconfortável. Durante uma pausa nas filmagens, ele comprou um pedaço de espuma de borracha no mercado e colocou na sela. Muitos dos figurantes copiaram a ideia, o que fez com que folhas de espuma pudessem ser vistas em muitas selas de cavalos e camelos no filme final. Os beduínos figurantes do filme apelidaram O'Toole de "Abu-'Isfanj", que significa "Pai da Esponja" em árabe. Durante as filmagens da conquista de Aqaba, O'Toole quase foi morto quando seu camelo tropeçou: felizmente, durante a queda, o ator conseguiu se manter sobre o animal quando este se levantou, evitando que os cavalos dos figurantes o pisoteassem. Coincidentemente, um acidente muito semelhante aconteceu com o verdadeiro Lawrence na Batalha de Abu El Lissal em 1917.
Foram utilizadas lentes Super Panavision 70 para as filmagens do filme, o que acarretou o uso de lentes esféricas em vez de anamórficas, com a imagem sendo exposta em negativo de 65 mm e depois impressa em positivo de 70 mm a fim de deixar espaço para as trilhas sonoras. O corte rápido era mais perturbador na tela ampla, então os cineastas tiveram que aplicar tomadas mais longas e fluidas. Fotografar em uma proporção tão ampla produziu alguns efeitos indesejados durante a projeção, como o peculiar efeito de “flutter” (um desfoque de certas partes da imagem). Para evitar o problema, o diretor muitas vezes tinha que modificar o bloqueio, dando ao ator um movimento mais diagonal, onde a vibração era menos provável de ocorrer. Respondendo um questionamento se Lean saberia lidar com CinemaScope, o diretor afirmou: "Se alguém tivesse olho para composição, não haveria problema". O'Toole chegou a confessar que não compartilhava do mesmo amor de Lawrence pelo deserto, declarando em uma entrevista: "Eu detesto isso".

### Música
A trilha sonora do filme foi composta por Maurice Jarre, pouco conhecido na época e selecionado somente depois que William Walton e Malcolm Arnold se mostraram indisponíveis. Jarre teve apenas seis semanas para compor duas horas de música orquestral para Lawrence. A partitura foi executada pela Orquestra Filarmônica de Londres. Adrian Boult está listado como o maestro da partitura nos créditos iniciais do filme, mas ele não conseguiu reger a maior parte da trilha, em parte devido à sua incapacidade de se adaptar aos intrincados tempos de cada deixa, o que fez o próprio Jarre o substituir como maestro. A trilha sonora rendeu a Jarre seu primeiro Óscar de Melhor Trilha Sonora, sendo posteriormente considerada uma das maiores trilhas sonoras de todos os tempos, ocupando o terceiro lugar na lista de vinte e cinco melhores trilhas sonoras de filmes segundo o American Film Institute. Originalmente, o produtor Sam Spiegel queria criar uma trilha sonora com dois temas para mostrar o lado "oriental" e britânico do filme. A intenção inicial era que o compositor soviético Aram Khachaturian criasse uma metade e o compositor britânico Benjamin Britten escrevesse a outra.
A gravação da trilha sonora original foi lançada originalmente pela Colpix Records, a divisão de discos da Columbia Pictures, em 1962. Uma edição remasterizada foi disponibilizada pela Castle Music, uma divisão da Sanctuary Records, em 28 de agosto de 2006.

## Lançamento

### Original
O filme teve sua première no Odeon Leicester Square, em Londres, em 10 de dezembro de 1962 e foi lançado nos Estados Unidos em 16 de dezembro de 1962.
A Jordânia, que foi uma das locações do filme, proibiu Lawrence da Arábia por conta de ter sido considerado um retrato desrespeitoso da cultura árabe. O Egito, país natal de Omar Sharif, foi a única nação árabe a dar ao filme um amplo lançamento, onde se tornou um sucesso através do endosso do presidente Gamal Abdel Nasser, que apreciou a representação do nacionalismo árabe no filme.
O lançamento original durou cerca de 222 minutos (incluindo abertura, intervalo e música de saída). Um memorando pós-estreia (13 de dezembro de 1962) observou que o filme tinha 24 987,5 pés (7 616,2 m) de filme de 70 mm, ou 19 990 pés (6 090 m) de filme de 35 mm. Com 90 pés (27 m) de filme de 35 mm projetado a cada minuto, isso corresponde a exatamente 222,11 minutos. Richard May, vice-presidente de Preservação de Filmes da Warner Bros., enviou um e-mail para Robert Morris, co-autor de um livro sobre Lawrence, no qual observou que Gone with the Wind (1939) nunca foi editado após sua estreia e tem 19884 pés (6061 m) de filme 35 mm (sem abertura, intervalo ou música de saída), correspondendo a 220,93 min. Considerando tais informações, Lawrence da Arábia tem sua duração cerca de um minuto mais longa que Gone with the Wind, o que o torna o filme mais longo da história a ganhar o Óscar de Melhor Filme.
Em janeiro de 1963, Lawrence da Arábia foi lançado em uma versão editada em vinte minutos. Nos Estados Unidos, o filme foi lançado em cinco cidades importantes - Nova Iorque, Los Angeles, Filadélfia, Boston e Miami Beach. Em fevereiro de 1963, o filme se expandiu para mais seis cidades onde obteve um lançamento limitado a assentos reservados. A partir de 9 de outubro de 1963, começou a estrear em mil cinemas nos Estados Unidos já com assentos não reservados.

### Relançamentos
Quando foi relançado em 1971, foi apresentado um corte ainda mais curto, de 187 minutos. A primeira rodada de cortes foi feita por direção e até insistência de David Lean, para amenizar as críticas à duração do filme e aumentar o número de exibições por dia; no entanto, durante a restauração de 1989, ele passou a culpa pelos cortes ao falecido produtor Sam Spiegel. Além disso, uma versão de 1966 foi usada para lançamentos iniciais de televisão e vídeo que alterou acidentalmente algumas cenas ao inverter a imagem.
O filme foi exibido fora de competição no Festival de Cinema de Cannes de 1989 e no Festival Internacional de Cinema de Karlovy Vary de 2012.
Lawrence da Arábia foi relançado nos cinemas em 2002 para comemorar o quadragésimo aniversário do filme.

### Versão do diretor restaurada
Uma versão restaurada do filme foi realizada por Robert A. Harris e Jim Painten sob a supervisão de David Lean. Foi lançada em 1989 com duração de 216 minutos (mais abertura, intervalo e música de saída). A maioria das cenas editadas eram sequências de diálogos, principalmente aquelas envolvendo o General Allenby e sua equipe. Grande parte do diálogo deletado nessa versão envolve a escrita de poesia e versos de Lawrence, aludida por Allenby em particular, dizendo que "o último general poeta que tivemos foi Wellington". A abertura da segunda parte do filme existiu apenas de forma fragmentada, onde Faiçal é entrevistado por Bentley, bem como a cena posterior em Jerusalém, onde Allenby convence Lawrence a não renunciar. Ambas as cenas foram restauradas para o relançamento de 1989. Algumas das cenas mais gráficas da cena do massacre de Tafas também foram restauradas, como a longa panorâmica dos cadáveres em Tafas e Lawrence atirando em um soldado turco que se rendeu.
A maior parte das filmagens perdidas é de importância mínima, apenas complementando as cenas existentes. Uma cena é uma versão estendida da sequência de tortura de Deraa, o que torna a punição de Lawrence mais evidente. Existem outras cenas roteirizadas, incluindo uma conversa entre Auda e Lawrence imediatamente após a queda de Aqaba, uma breve cena de oficiais turcos observando a extensão da campanha de Lawrence e a batalha de Petra (mais tarde retrabalhada no primeiro ataque ao trem), embora essas cenas provavelmente sequer foram filmadas. Os atores ainda vivos dublaram seus diálogos nesta versão, embora as falas de Jack Hawkins foram dubladas por Charles Gray, que forneceu a voz de Hawkins para vários filmes depois que Hawkins desenvolveu câncer na garganta no final dos anos 1960. As razões para os cortes de várias cenas podem ser encontradas nas notas de Lean para Sam Spiegel, Robert Bolt e Anne V. Coates. O filme dura 227 minutos (216 minutos de filme propriamente dito mais 11 minutos de abertura, intervalo e música de saída) na versão mais recente do diretor disponível em Blu-ray Disc e DVD.

### Mídia doméstica
Lawrence da Arábia foi lançado em cinco edições diferentes de DVD, incluindo um lançamento inicial como um conjunto de dois discos (2001), seguido por uma edição mais curta de disco único (2002), uma versão em alta resolução da versão do diretor com cenas restauradas lançado como parte coleção Columbia Best Pictures (2008), e em uma edição especial totalmente restaurada da versão do diretor (2008).
Martin Scorsese e Steven Spielberg ajudaram a restaurar o filme para seu primeiro lançamento em DVD em 2000.

### Nova restauração, Blu-ray e relançamento teatral
Uma restauração digital intermediária de digitalização 8K/4K foi feita para Blu-ray e relançamento nos cinemas em 2012 pela Sony Pictures (proprietária da Columbia, distribuidora original do filme) para comemorar o quinquagésimo aniversário do filme. A edição em Blu-ray do filme foi lançada no Reino Unido em 10 de setembro de 2012 e nos Estados Unidos em 13 de novembro de 2012. O filme recebeu um lançamento nos cinemas de um dia em 4 de outubro de 2012 e dois lançamentos de um dia no Canadá em 11 e 15 de novembro de 2012, sendo relançado no Reino Unido em 23 de novembro de 2012.
De acordo com Grover Crisp, vice-presidente executivo de restauração da Sony Pictures, a nova digitalização 8K tem uma resolução tão alta que mostrou uma série de finas linhas concêntricas em um padrão “que lembra uma impressão digital” próximo ao topo do quadro. Isso foi causado pelo derretimento e rachaduras da emulsão do filme no calor do deserto durante a produção. A Sony teve que contratar empresas terceiras para minimizar ou eliminar os artefatos ondulados na nova versão restaurada. A restauração digital foi feita pelas empresas Sony Colorworks DI, Prasad Studios e MTI Film.
Uma versão 4K restaurada digitalmente do filme foi exibida no Festival de Cinema de Cannes de 2012, no Festival Internacional de Cinema de Karlovy Vary de 2012, na quinta edição da Janela Internacional de Cinema do Recife, Brasil e no Cinequest Film & Creativity Festival de 2013 em San Jose, Califórnia.
Em 2020, a Sony Pictures relançou o filme em um lançamento multifilme 4K Ultra HD Blu-ray chamado Columbia Classics 4K UltraHD Collection, que incluía outros filmes historicamente significativos do acervo da Columbia, como Mr. Smith Goes to Washington (1939) e Dr. Strangelove or: How I Learned to Stop Worrying and Love the Bomb (1964). Em homenagem ao sexagésimo aniversário do filme, Lawrence da Arábia foi relançado em um steelbook individual de dois discos distribuído pela empresa Kino Lorber, com ambos incluindo uma coleção substancial, em sua maioria sobreposta, de recursos especiais.

## Recepção

### Comercial
Durante sua exibição original nos cinemas em 1962, o filme arrecadou US$ 15 milhões em aluguel de bilheteria nos Estados Unidos e Canadá. Ao longo dos anos, o filme conseguiu arrecadar mais de US$ 70 milhões de dólares de bilheteria através de seus relançamentos.

### Crítica
O filme recebeu aclamação da crítica especializada. Lawrence da Arábia é atualmente um dos filmes mais bem avaliados do Metacritic, sendo um dos poucos filmes do site a possuir a pontuação 100/100 com base em oito críticos, indicando "aclamação universal". O longa também tem uma excelente aprovação no Rotten Tomatoes, onde possui um índice de aprovação de 94% com base em 132 avaliações, com uma classificação média de 9,30/10; seu consenso crítico diz: "O épico de todos os épicos, Lawrence da Arábia consolida o status do diretor David Lean no panteão do cinema com quase quatro horas de grande alcance, performances brilhantes e bela cinematografia".
Bosley Crowther, jornalista do The New York Times, chamou o filme de "vasto, inspirador, bonito, com tons em constante mudança, exaustivo e estéril de humanidade"; ele escreveu ainda que a caracterização de Lawrence se perdeu no espetáculo, escrevendo que o filme "reduz uma figura lendária ao tamanho convencional de um herói de cinema em meio a um cenário magnífico e exótico, mas a um monte convencional de clichês de filmes de ação". De maneira similar, a revista Variety escreveu que o filme foi "um trabalho amplamente produzido, dirigido e filmado. Locações autênticas no deserto, um elenco estelar e um assunto intrigante se combinam para colocá-lo na liga dos blockbusters"; no entanto, mais tarde observou que o roteiro de Bolt "não diz ao público nada de novo sobre 'Lawrence da Arábia', nem oferece qualquer opinião ou teoria sobre o caráter deste homem ou a motivação para suas ações". Philip K. Scheuer do Los Angeles Times escreveu: "É um dos filmes mais magníficos, se não o maior deles, e um dos mais exasperantes... A incrível majestade das paisagens na Jordânia e em outros lugares, os movimentos de massa dos beduínos, dos britânicos e dos turcos, com, é claro, os sempre presentes camelos, varrem os olhos muito depois de se ter perdido a capacidade de exclamar de espanto sobre eles. E tudo isso em Technicolor e em Super Panavision 70, o melhor processo, sob o trabalho fenomenal de F. A. Young como diretor de fotografia"; Scheuer também elogiou a trilha sonora de Maurice Jarre.
A revista Time considerou que, embora Lawrence da Arábia "fique muito aquém de A Ponte do Rio Kwai em impacto dramático, ainda assim apresenta um espetáculo vívido e inteligente"; a revista elogiou ainda mais o desempenho de O'Toole, escrevendo que ele "domina continuamente a tela com uma habilidade profissional, charme irlandês e beleza incrível". O Chicago Tribune escreveu que a fotografia era "nada menos que excelente" e afirmou que o roteiro "é tenso e expressivo e a trilha sonora habilmente sintonizada com a história" alegando ainda que "o diretor David Lean moldou seu enorme material com habilidade", embora criticasse a longa duração do filme, a qual o jornal julgou como desnecessária. Uma crítica na Newsweek elogiou o filme como "um filme admiravelmente sério... O tamanho, o escopo, a escala fantástica de sua personalidade e suas realizações estão triunfantes ali"; a revista também elogiou o elenco, dizendo: "[...] todos [são] tão bons quanto deveriam ser. E Peter O'Toole não é apenas bom; ele é um sósia enervante do verdadeiro Lawrence. Ele é confiável, não confiável, constantemente inconstante".
Em 1998, o American Film Institute classificou Lawrence da Arábia em quinto lugar em sua lista dos 100 maiores filmes estadunidenses. Em 2006, a AFI classificou o filme em 30º lugar em sua lista dos filmes mais inspiradores. Em 2007, após uma atualização da lista dos maiores filmes, Lawrence da Arábia foi classificado em sétimo lugar, sendo listado como o primeiro dos maiores filmes americanos do gênero "épico". Em 1991, o filme foi considerado "culturalmente, historicamente ou esteticamente significativo" pela Biblioteca do Congresso e selecionado para preservação no National Film Registry dos Estados Unidos. Em 1999, o filme ficou em terceiro lugar na enquete do British Film Institute dos melhores filmes britânicos do século XX, e em 2001 a revista Total Film o chamou de "tão chocantemente bonito e extremamente inteligente do que qualquer filme já feito" e "impecável". Foi classificado entre os dez melhores filmes de todos os tempos numa pesquisa entre diretores de cinema da Sight and Sound em 2002. Em 2004, foi eleito o melhor filme britânico de todos os tempos por mais de duzentos entrevistados na pesquisa do jornal The Sunday Telegraph entre os principais cineastas da Grã-Bretanha. O desempenho de O'Toole como Lawrence é frequentemente considerado um dos melhores de toda a história do cinema, liderando as listas da Entertainment Weekly e Première; o personagem Lawrence foi eleito o décimo maior herói da história do cinema pelo American Film Institute. Em 2012, o Motion Picture Editors Guild listou o filme como o sétimo mais bem editado de todos os tempos com base em uma pesquisa entre seus membros.
O cineasta japonês Akira Kurosawa chegou a declarar que Lawrence da Arábia era um dos seus 100 filmes favoritos.

### Prêmios e indicações
| Prêmio             | Categoria                    | Recipiente     | Resultado                   |
| ------------------ | ---------------------------- | -------------- | --------------------------- |
| Oscar 1963         | Melhor diretor               | David Lean     | Venceu                      |
| Oscar 1963         | Melhor filme                 |                | Venceu                      |
| Oscar 1963         | Melhor edição                |                | Venceu                      |
| Oscar 1963         | Melhor direção de arte       |                | Venceu                      |
| Oscar 1963         | Melhor fotografia - em cores |                | Venceu                      |
| Oscar 1963         | Melhor som                   |                | Venceu                      |
| Oscar 1963         | Melhor trilha sonora         | Maurice Jarre  | Venceu                      |
| Oscar 1963         | Melhor ator                  | Peter O' Toole | Indicado                    |
| Oscar 1963         | Melhor ator coadjuvante      | Omar Sharif    | Indicado                    |
| Oscar 1963         | melhor roteiro adaptado      |                | Indicado                    |
| BAFTA 1963         | Melhor ator                  | Peter O'Toole  | Venceu[carece de fontes?]   |
| BAFTA 1963         | Melhor filme britânico       |                | Venceu[carece de fontes?]   |
| BAFTA 1963         | Melhor roteiro adaptado      |                | Venceu[carece de fontes?]   |
| BAFTA 1963         | Melhor filme                 |                | Venceu[carece de fontes?]   |
| BAFTA 1963         | Melhor ator estrangeiro      | Anthony Quinn  | Indicado[carece de fontes?] |
| David 1964         | Melhor filme estrangeiro     |                | Venceu[carece de fontes?]   |
| Globo de Ouro 1963 | Melhor fotografia colorida   |                | Venceu                      |
| Globo de Ouro 1963 | Melhor filme - drama         |                | Venceu                      |
| Globo de Ouro 1963 | Melhor direção               | David Lean     | Venceu                      |
| Globo de Ouro 1963 | Melhor ator coadjuvante      | Omar Sharif    | Venceu                      |
| Globo de Ouro 1963 | Melhor ator - drama          | Peter O' Toole | Indicado                    |
| Globo de Ouro 1963 | Melhor ator - drama          | Anthony Quinn  | Indicado                    |
| Globo de Ouro 1963 | Melhor trilha sonora         | Maurice Jarre  | Indicado                    |

## Precisão histórica
A maioria dos personagens do filme são baseados em pessoas reais em graus variados. Algumas cenas foram fortemente ficcionalizadas, como o ataque a Aqaba, e aquelas que tratavam do Conselho Árabe eram imprecisas, já que o conselho permaneceu mais ou menos no poder na Síria até a França depor Faiçal em 1920. Pouco conhecimento é fornecido sobre a história da região, a Primeira Guerra Mundial e a Revolta Árabe, provavelmente por causa do foco crescente de Bolt em Lawrence (o rascunho do roteiro de Wilson tinha uma versão mais ampla e politizada dos eventos). A segunda metade do filme apresenta uma deserção fictícia do exército árabe de Lawrence, quase para um homem, enquanto ele se movia mais ao norte. A linha do tempo do filme é frequentemente questionável sobre a Revolta Árabe e a Primeira Guerra Mundial, bem como a geografia da região do Hejaz. Por exemplo, o encontro de Bentley com Faiçal é no final de 1917, após a queda de Aqaba, e menciona que os Estados Unidos ainda não entraram na guerra, mas os EUA estavam na guerra desde abril. Além disso, o envolvimento de Lawrence na revolta árabe antes do ataque a Aqaba é completamente extirpado, como seu envolvimento nas apreensões de Yenbo e Wejh. O resgate e a execução de Gasim são baseados em dois incidentes separados, que foram combinados por razões dramáticas.
O filme mostra Lawrence representando a causa aliada no Hejaz quase sozinho, com o coronel Brighton (Anthony Quayle) o único oficial britânico lá para ajudá-lo. De fato, havia numerosos oficiais britânicos, como os coronéis Cyril Wilson, Stewart Francis Newcombe e Pierce C. Joyce, que chegaram antes de Lawrence começar a servir na Arábia. Além disso, havia uma missão militar francesa liderada pelo coronel Édouard Brémond servindo no Hejaz, mas não é mencionada no filme. O filme mostra Lawrence como o único originador dos ataques à ferrovia de Hejaz. Os primeiros ataques começaram no início de janeiro de 1917 liderados por oficiais como Newcombe. O primeiro ataque bem-sucedido à ferrovia Hejaz com uma "mina Garland" destruidora de locomotivas foi liderado pelo major Herbert Garland em fevereiro de 1917, um mês antes do primeiro ataque de Lawrence.
O filme mostra as forças hachemitas como consistindo de guerrilheiros beduínos, mas o núcleo das forças hachemitas era o exército árabe regular recrutado de prisioneiros de guerra árabes otomanos, que usavam uniformes de estilo britânico com keffiyehs e lutavam em batalhas convencionais. O filme não faz menção ao exército sharifiano e deixa o espectador com a impressão de que as forças hachemitas eram compostas exclusivamente por beduínos.

### Representação de Lawrence

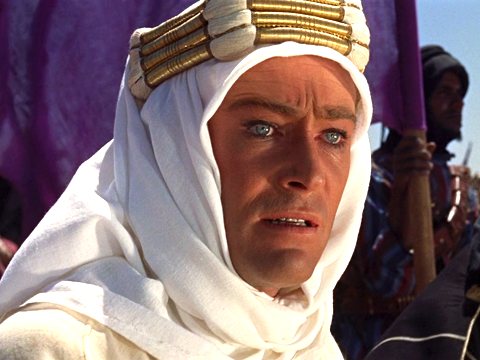
Peter O'Toole como T. E. Lawrence

Muitas reclamações sobre a precisão do filme dizem respeito à caracterização de Lawrence. Os problemas percebidos com o longa começam com as diferenças em sua aparência física; o ator Peter O'Toole, que media 1,88 m, era quase 23 cm mais alto que o verdadeiro Lawrence, que possuía 1,65 m. Seu comportamento, no entanto, causou muito mais debate.
Os roteiristas retratam Lawrence como um egoísta. Não está claro até que ponto Lawrence procurou ou evitou atenção, como evidenciado pelo uso de vários nomes falsos após a guerra. Mesmo durante a guerra, Lowell Thomas escreveu em With Lawrence in Arabia que ele poderia tirar fotos dele apenas enganando-o, mas Lawrence mais tarde concordou em posar para várias fotos para o show de Thomas. O famoso comentário de Thomas de que Lawrence "tinha um gênio para voltar aos holofotes" pode ser interpretado como uma sugestão de que suas ações extraordinárias o impediram de ser tão privado quanto gostaria, ou pode ser interpretado como uma sugestão de que Lawrence fingiu evitar o centro das atenções, mas sutilmente se colocou no centro do palco. Outros apontam para os próprios escritos de Lawrence para apoiar o argumento de que ele era egoísta.
A orientação sexual de Lawrence continua a ser um tema controverso entre os historiadores. A fonte primária de Bolt foi ostensivamente o livro Seven Pillars, mas o aspecto do personagem no filme ter sido baseado no livro do escritor Richard Aldington Inquiry (1955), que postulou Lawrence como um "mentiroso patológico e exibicionista", bem como um homossexual. Isso se opõe ao seu retrato na peça Ross de Terence Rattigan como "fisicamente e espiritualmente recluso".
Historiadores como B. H. Liddell Hart contestaram a representação do filme de Lawrence como um participante ativo no ataque e massacre das colunas turcas em retirada que cometeram o massacre de Tafas, mas a maioria dos biógrafos atuais aceita o retrato do filme como razoavelmente preciso.
O filme mostra que Lawrence falava e lia árabe, podia citar o Alcorão e tinha um conhecimento razoável sobre a região. Ele mal menciona suas viagens arqueológicas de 1911 a 1914 na Síria e na Arábia e ignora seu trabalho de espionagem, incluindo um levantamento topográfico pré-guerra da Península do Sinai e suas tentativas de negociar a libertação de prisioneiros britânicos em Kut, Mesopotâmia, em 1916. Além disso, Lawrence é informado do Acordo Sykes-Picot muito tarde na história e mostra-se chocado com isso, mas ele pode muito bem ter sabido disso muito antes, enquanto lutava ao lado dos árabes.
Os biógrafos de Lawrence têm uma reação mista em relação ao filme. O biógrafo pessoal de Lawrence Jeremy Wilson observou que o filme "sem dúvida influenciou as percepções de alguns biógrafos subsequentes", como a representação de Ali do filme sendo real, em vez de um personagem composto, e também o destaque do incidente de Deraa. As imprecisões históricas do filme, na visão de Wilson, são mais problemáticas do que deveriam ser permitidas sob licença dramática normal. Na época, Liddell Hart criticou publicamente o filme e envolveu Bolt em uma longa correspondência sobre sua interpretação de Lawrence.

### Representação de outros personagens
O filme retrata Allenby como cínico e manipulador com uma atitude superior a Lawrence, mas há muitas evidências de que Allenby e Lawrence se respeitavam. Lawrence disse uma vez que Allenby era "uma admiração minha" e mais tarde que ele era "fisicamente grande e confiante e moralmente tão grande que a compreensão de nossa pequenez veio lentamente para ele". As palavras do fictício Allenby no funeral de Lawrence no filme contrastam com os comentários do verdadeiro Allenby sobre a morte de Lawrence:
"Perdi um bom amigo e um camarada valioso. Lawrence estava sob meu comando, mas, depois de familiarizá-lo com meu plano estratégico, dei-lhe carta branca. A sua cooperação foi marcada pela maior lealdade e nunca tive nada além de elogios ao seu trabalho, que, de fato, foi inestimável durante toda a campanha [britânica na arábia]."
Allenby também falou muito bem dele inúmeras vezes e, para grande alegria de Lawrence, endossou publicamente a precisão do livro Seven Pillars of Wisdom. Embora Allenby tenha manipulado Lawrence durante a guerra, o relacionamento deles durou anos após o fim, provavelmente indicando que na vida real eles eram amigáveis, se não próximos. A família Allenby ficou particularmente perturbada com as cenas de Damasco, nas quais Allenby permite friamente que a cidade caia no caos à medida que o Conselho Árabe entra em colapso.
A representação de Auda Abu Tayi como um homem interessado apenas em saques e dinheiro também está em desacordo com os registros históricos. Embora Auda inicialmente tenha aderido à revolta por razões monetárias, rapidamente se tornou um firme defensor da independência árabe, nomeadamente após a captura de Aqaba. Apesar das repetidas tentativas de suborno por parte dos turcos, ele embolsou alegremente o dinheiro deles, mas permaneceu leal à revolta e chegou ao ponto de arrancar os dentes postiços, que eram de fabricação turca. Ele esteve presente com Lawrence desde o início da expedição a Aqaba e de fato ajudou a planejá-la, junto com Lawrence e o Príncipe Faiçal. Faiçal estava longe de ser o homem de meia-idade retratado, pois tinha trinta e poucos anos na época da revolta. Faisal e Lawrence respeitavam as capacidades e a inteligência um do outro e trabalhavam bem juntos.
As reações de quem conheceu ou era próximo do verdadeiro Lawrence e os demais personagens colocam em dúvida a veracidade do filme. O crítico mais veemente de sua precisão foi o professor A. W. Lawrence, irmão mais novo de T. E. Lawrence e executor literário, que vendeu os direitos de Seven Pillars of Wisdom para Spiegel por £ 25 000 e fez campanha nos Estados Unidos e na Grã-Bretanha para denunciar o filme. Ele disse a famosa frase: “A depender desse filme, eu nunca teria reconhecido meu próprio irmão”. Em uma aparição em um talk show, ele comentou que achou o filme "pretensioso e falso" e continuou dizendo que seu irmão era "uma das pessoas mais legais, gentis e estimulantes que já conheci. Ele muitas vezes parecia alegre quando ele estava infeliz". Mais tarde, ele declarou ao jornal The New York Times: "[O filme é] uma receita psicológica. Pegue um grama de narcisismo, um quilo de exibicionismo, um litro de sadismo, um galão de sede de sangue e uma pitada de outras aberrações e mexa bem". Lowell Thomas também criticou a representação de Lawrence e da maioria dos personagens do filme e acreditava que as cenas de ataque ao trem eram o único aspecto razoavelmente preciso do filme. As críticas não se restringiram a Lawrence. A família de Allenby apresentou uma queixa formal contra a Columbia sobre sua representação. Os descendentes de Auda Abu Tayi e Sharif Nassir (em quem Ali do filme foi parcialmente baseado) foram mais longe ao processar a Columbia. O caso de Auda durou quase dez anos antes de ser arquivado.
Todavia, o filme também tem seus defensores. O biógrafo Michael Korda, autor do livro Hero: The Life and Legend of Lawrence of Arabia, oferece uma opinião diferente. O filme não é "a história completa da vida de Lawrence nem um relato totalmente preciso dos dois anos que passou lutando com os árabes". Korda disse que criticar sua imprecisão "erra o alvo [...] O objetivo aqui era produzir não um docudrama fiel que educasse o público, mas um filme de sucesso”. Stephen E. Tabachnick vai além de Korda ao argumentar que a representação de Lawrence no filme é "apropriada e fiel aos textos de Seven Pillars of Wisdom". David Murphy, historiador e autor do livro de 2008 The Arab Revolt, escreveu que embora o filme apresentasse falhas com várias imprecisões e omissões, "foi um filme verdadeiramente épico e é justamente visto como um clássico".

## Legado
O estilo visual de Lawrence da Arábia influenciou muitos diretores, incluindo George Lucas, Sam Peckinpah, Stanley Kubrick, Martin Scorsese, Ridley Scott, Brian De Palma, Oliver Stone e Steven Spielberg, que chamaram o filme de "milagre". Spielberg considerou-o ainda seu filme favorito de todos os tempos e aquele que o inspirou a se tornar um cineasta, creditando o filme, que ele viu quatro vezes em quatro semanas consecutivas após seu lançamento, com a compreensão de que "Foi a primeira vez que vi um filme de maneira detalhada, percebi que existem temas que não são temas de histórias narrativas, existem temas que são temas de personagens, que são temas pessoais [...]".
A diretora de cinema Kathryn Bigelow também considera o filme uma de suas produções favoritas, dizendo que a inspirou a filmar The Hurt Locker na Jordânia. Lawrence da Arábia também inspirou inúmeras outras histórias de aventura, ficção científica e fantasia na cultura popular moderna, incluindo a franquia Duna de Frank Herbert, Star Wars de George Lucas, Avatar de James Cameron, Prometheus (2012) de Ridley Scott e Mad Max: Estrada da Fúria (2015), de George Miller.

## Sequência
Em 1990, foi produzido um telefilme intitulado A Dangerous Man: Lawrence After Arabia, que retratou eventos nas vidas de Lawrence e Faiçal subsequentes a Lawrence da Arábia. A produção apresenta Ralph Fiennes como Lawrence e Alexander Siddig como Príncipe Faiçal.